# Josef Řebíček
Josef Řebíček (Praga, 7 de febrer de 1844 - Berlín, 24 de març de 1904) fou un violinista, director i compositor txec.
Durant sis anys fou alumne del Conservatori de Praga i el 1861 entrà en l'orquestra de la Cor de Weimar; director dels concerts simfònics en el teatre nacional txec de Praga (1863), en el Teatre Reial alemany de la mateixa ciutat (1865) i en el teatre Reial de Wiesbaden (1868). El 1875 va rebre el títol de director reial de la música: després fou nomena director d'òpera i primer violí solista en el teatre imperial de Varsòvia (1882), director del teatre Nacional de Budapest (1891), director d'orquestra del teatre de la Cort de Wiesbaden (1893) i director de la Philarmonie de Berlín (1897-1903).
És autor de diverses composicions simfòniques, entre les quals va aconseguir un èxit més considerable una Simfonia en si menor estrenada el 1898.